# Vortum-Mullem
Vortum-Mullem (dialect: Vortum) is een dorp in de gemeente Land van Cuijk, in de Nederlandse provincie Noord-Brabant. Op 1 januari 2023 telde het dorp 785 inwoners, verdeeld over 272 woningen, met een gemiddelde WOZ-waarde van € 407.000, op een oppervlakte van 6,59 km².

## Etymologie
De naam 'Vortum' duidt op een 'nederzetting bij een doorwaadbare plek' (in de Sint-Jansbeek). De naam 'Mullem' is afgeleid van 'woonplaats bij de molen'.

## Geschiedenis
Vortum behoorde vanaf omstreeks 1325 tot de schepenbank van Vierlingsbeek en kwam in 1813 bij de toen opgerichte gemeente Vierlingsbeek. Op 1 januari 1994 ging Vortum-Mullem op in de gemeente Boxmeer, vanaf 1 januari 2022 behoort het tot de gemeente Land van Cuijk.
Het langgerekte dorp bestaat van west naar oost uit de oude kernen Mullem (dat tot 1942 onder Sambeek viel), Vortum en Klein-Vortum (die onder Vierlingsbeek vielen). De kernen zijn naar elkaar toe gegroeid en vormen nu duidelijk één dorp met in het midden de kerk en de school.
Op 27 september 1944 werd het dorp geëvacueerd. Toen men terug kon keren was het dorp bevrijd, maar waren vele huizen verwoest.

### Kerkelijke geschiedenis
De kapel, gewijd aan de Heilige Cornelius, te Mullem werd voor het eerst genoemd in een document uit 16 augustus 1424. In Vortum was eveneens een kapel, gewijd aan de heilige Hubertus. Beide kapellen kenden een rector. Ook tijdens de Reformatie (1648-1798) bleven deze kapellen in katholieke handen. In 1802 kreeg de rector van Vortum de plicht om ook in Mullem op gezette tijden de Mis op te dragen. De kapel van Mullem, hoewel in 1831 hersteld, werd in 1879 afgebroken. In hetzelfde jaar werd Vortum-Mullem verheven tot parochie.
Er werd toen tussen de dorpen in een neogotische kerk gebouwd, ontworpen door architect J. Buijsen uit Boxmeer. Op 16 september 1880 werd deze kerk ingewijd. Ze werd echter eind september 1944 door de Duitsers verwoest. Tot 1953 moest men zijn toevlucht nemen tot een noodkerk in het verenigingsgebouw.
Op 14 februari 1953 werd de nieuwe parochiekerk ingewijd, die evenals haar voorganger gewijd is aan de heilige Cornelius. Deze bezit een eikenhouten beeld van deze heilige uit omstreeks 1500.
Tot 1966 bezat Vortum-Mullem een Corneliusbroederschap en bestonden er diverse uitingen van devotie voor deze heilige, zoals processies.
In 2009 was er sprake van een ophanden zijnde fusie tussen de parochies Vortum-Mullem, Sambeek, en Boxmeer, mede ingegeven door het priestertekort. Hoofdkerk zou Boxmeer worden.
In 2018 is de Sint Cornelius Kerk omgebouwd tot een zogeheten multifunctionele accommodatie genaamd MFA Knillus. De verbouw is gerealiseerd door veelal vrijwilligers uit het dorp zelf.

## Cultuur
Ieder jaar vinden op carnavalsmaandag de traditionele Metworstrennen (paardenraces) plaats in het Vortumse veld (de weg tussen Sambeek en Vortum-Mullem).

## Verenigingen
- Carnavalsvereniging De Plekkers (sinds 1962)
- Fanfare St. Cornelius
- Hofkapel VG Tumult
- Stichting Jeugdhuis Vortum-Mullem
- Koor Vomuzi
- Toneelvereniging VEST
- Voetbalvereniging O.N.I.
- Volleybalvereniging Avance Sambeek/Vortum-Mullem (opgericht in 1998, vanuit een fusie tussen Voversa uit Sambeek en Advendo uit Vortum-Mullem, in 2001 is VCE uit Boxmeer opgegaan in deze vereniging)
- Vrouwen Organisatie Vortum-Mullem

Voormalige verenigingen
- Volleybalvereniging Advendo (Aangenaam Door Vermaak En Nuttig Door Ontspanning, opgericht in 1958, gefuseerd in 1998 met Voversa uit Sambeek tot Avance)

## Geboren Vortum-Mullem
- Jan Ronnes (1938), politicus
- Frans Ronnes (1948-2017), politicus, oud-burgemeester van Haaren en Laarbeek

## Nabijgelegen kernen
Afferden (veerpont), Sambeek, Stevensbeek, Groeningen